# 工會代理制企業
工會代理制企業（agency shop）是工會保障協議中的一種，依照此協議，雇主可以雇用工會成員，也可以雇用非工會成員。加入工會不是員工獲雇用的必要條件。不過，非工會成員的員工需要支付費用來分擔工會和雇主談判的開支。此費用一般稱為「代理費」（agency fee）。
若一些工會代理制非法的情形（例如美國公共部門工會的相關法律常有此規定），可以由雇主和工會訂定「公平分享條款」（fair share provision）。條款會要求非工會成員的勞工支付「公平分享費用」（fair share fee）以分擔工會集體協商的支出。「公平分享」類似工會代理制，但對非工會成員收費的項目限制較多。在加拿大，此代理費用會稱為蘭德準則。在美國2018年6月的詹尼斯訴美國州縣市勞工聯盟案中確定，強迫公部門的非工會成員支付「代理費」的作法是違憲的。
國際勞工組織的協議沒有提到代理費規定的法律效力，由各成員國自行決定是否有法律效力。代理費規定的法律效力因國家而異，有些國家在協議中直接禁止，也有些是依此概念廣泛實施，也有些國家完全不提代理費規定一事。